# Аристарх (Заглодин-Кокорев)
Иеромонах Аристарх (в миру Александр Фёдорович Заглодин-Кокорев; 8 марта 1886, Московская губерния — 27 ноября 1937, Калининская область) — иеромонах Русской православной церкви, причислен к лику святых как преподобномученик в 2000 году для общецерковного почитания.

## Биография
Родился в крестьянской семье. Окончил церковно-приходскую школу. В 1908 году поступил послушником в Свято-Никольский Пешношский монастырь в Дмитровском уезде Московской губернии. После назначения в 1919 году преосвященного Серафима (Звездинского) епископом Дмитровским послушник Александр стал его келейником и иподиаконом. В 1920 году был пострижен в монашество с именем Аристарх и рукоположён в сан иеродиакона. В 1926 году рукоположён в сан иеромонаха. В 1931 году направлен служить в храм в селе Чернеево Дмитровского района Московской области.
24 сентября 1931 года арестован и заключен в Бутырскую тюрьму в Москве во время массовой кампании по аресту насельников упраздненных монастырей. Был обвинён в демонстративном поминовении в церкви русских царей и ведении антисоветской агитации. 30 сентября и 7 ноября был допрошен, но отказался подписать протоколы допросов. 13 ноября 1931 года приговорён Тройкой ОГПУ к трем годам заключения в исправительно-трудовом лагере. 17 ноября был отправлен этапом до станции Лодейное Поле в Свирские исправительно-трудовые лагеря.

## Последний арест и мученическая кончина
Вторично арестован в 1937 году по обвинению в антисоветской агитации. На вопросы следователя и зачитанные ему показания свидетелей отвечал:

Никакой антисоветской деятельности среди населения я не вел. Зачитанные мне показания я не подтверждаю
25 ноября «Тройка НКВД» приговорила отца Аристарха к расстрелу. Расстрелян 27 ноября 1937 года и погребён в общей безвестной могиле.

## Канонизация
Причислен к лику святых новомучеников и исповедников Российских для общецерковного почитания Деянием Юбилейного Архиерейского Собора Русской Православной Церкви, проходившего 13—16 августа 2000 года в Москве. Внесён в календарь постановлением Священного Синода от 27 декабря 2000 года.
День памяти: 14/27 декабря и в Соборе новомучеников и исповедников Российских.